# Сивяков переулок
Сивяко́в переу́лок — улица в центре Москвы в Таганском районе между Земляным Валом и Николоямской улицей.

## Происхождение названия
Назван в XIX веке по фамилии домовладельца.

## Описание
Сивяков переулок начинается от улицы Земляной Вал на внешней стороне Садового кольца у здания Московского государственного университета технологий и управления, проходит на юго-восток, затем поворачивает на юг и выходит на Николоямскую улицу приблизительно напротив Малого Дровяного переулка.

## Здания и сооружения
По нечётной стороне:
По чётной стороне: